# Eugene Robert Black
Eugene Robert Black I (7 janvier 1873 - 19 décembre 1934) est un avocat et homme d'affaires américain qui est le 6e président de la Réserve fédérale de 1933 à 1934. Avant et après son mandat de président, Black est également gouverneur de la Federal Reserve Bank d'Atlanta de 1928 à 1933 et de nouveau d'août 1934 jusqu'à sa mort en décembre de la même année.

## Jeunesse
Il est né à Atlanta, en Géorgie, le 7 janvier 1873. Il fréquente l'université de Géorgie, où il est membre de la Fraternité Chi Phi et de la Société littéraire Phi Kappa. Black pratique le droit pendant 28 ans jusqu'à ce qu'il devienne président de l'Atlanta Trust Company en 1921.

## Carrière
En 1928, il devient gouverneur de la Federal Reserve Bank d'Atlanta. Il succède au gouverneur Max Wellborn, qui est aussi le beau-père de sa fille. Lorsque le krach de 1929 se produit, lui et deux caissiers se précipitent à Nashville, dans le Tennessee, pour fournir des devises et des crédits aux banques de la ville et de la région environnante.
Black maintient son district à flot en acheminant de grandes quantités d'argent vers les banques qui connaissent des crises et en accordant un crédit à toute banque pouvant offrir un actif de valeur. Il maintient cette politique active pendant la Grande Dépression jusqu'en 1933. Avec George L. Harrison, le gouverneur de la Federal Reserve Bank de New York, il recommande des achats sur le marché libre pour augmenter les réserves. Son insistance sur les politiques expansionnistes conduit le président à nommer Black président du Conseil des gouverneurs de la Réserve fédérale des États-Unis en 1933.

## Vie privée
En 1897, il épouse la fille de Henry W. Grady (en), journaliste et orateur d'Atlanta. Ils ont un fils, Eugene R. Black Sr. Black est décédé d'une crise cardiaque le 19 décembre 1934 à Atlanta, en Géorgie.